# Šarūnas Vasiliauskas
Šarūnas Vasiliauskas (Kaunas, 27 de març de 1989) és un jugador de bàsquet lituà. Mesura 1,99 metres d'alçària i juga en la posició de base.

## Carrera esportiva
Es va formar a les categories inferiors de la Sabonis School, a Lituània, amb qui va guanyar el Nike International Junior Tournament de l'any 2007, i es va proclamar campió de la NKL, la segona divisió lituana de bàsquet. La temporada 2008-09 va ser subcampió de la primera categoria de la lliga lituana (LKL), de la Lliga bàltica i de la Copa, debutant també a i l'Eurolliga. En la segona temporada al Zalgiris va guanyar la lliga bàltica, i va tornar a ser subcampió de Lliga i Copa. La temporada 2010-11 la va disputar amb l'Asciai, també lituà, i la 2011-12 la va començar al Baltai Kaunas, on va jugar fins al mes de desembre, mes en que va fitxar pel Panevezys, de la mateixa lliga.
La temporada 2012-13 canvia d'aires i fitxa pel Ruskon-Mordovia Saransk de la lliga russa, on queda subcampió de Copa. El mes de desembre abandona l'equip i és contractat pel Pieno Zvaigzdes lituà fins a final de temporada. La temporada 2013-14 es proclama campió de la lliga polonesa jugant amb el Trefl Sopot. Després de dos anys a Polònia torna una temporada més a Lituània per jugar al Vytautas Prienu. La temporada 2016-17 fitxa pel Divina Seguros Joventut de la lliga ACB, tot i que abandona el club en el mes de desembre. A Badalona va disputar 12 partits, amb una mitjana de 5 punts i 13 minuts per partit.
Després d'abandonar Badalona fitxa per l'Uşak Sportif turc fins a final de temporada, començant així la seva estada a la lliga turca. L'estiu de 2017 fitxa pel Trabzonspor, i al 2018 és contractat pel Gaziantep.